# Vesikel (cel)
| Celbiologie |
| De dierlijke cel |
| --- |
| Animal Cell |
| Componenten van een dierlijke cel: 1. Nucleolus 2. Celkern 3. Ribosoom (blauwe puntjes) 4. Vesikel 5. Ruw endoplasmatisch reticulum 6. Golgicomplex 7. Cytoskelet 8. Glad endoplasmatisch reticulum 9. Mitochondrion 10. Vacuole 11. Cytosol 12. Lysosoom 13. Centrosoom 14. Celmembraan |
| Portaal Biologie |

Een vesikel is een organel van een cel. Het is een klein blaasje dat stoffen bevat en omgeven is door een membraan. De functie van een vesikel is het opslaan of het transporteren van bepaalde stoffen in de cel. 
De buitenkant van een vesikel, het membraan, kan fuseren met het membraan van de cel (het celmembraan). Hierdoor worden de stoffen die aanwezig zijn in de vesikel afgegeven aan de omgeving van de cel. Dit proces heet exocytose.
Een voorbeeld van een stof die in een vesikel wordt opgeslagen is een neurotransmitter. Een neurotransmitter wordt, zodra de vesikel fuseert met de celmembraan, buiten de cel afgegeven. 
Een vesikel wordt gevormd in het endoplasmatisch reticulum en wordt hierna naar het golgicomplex getransporteerd. Hierin gaat de inhoud via de cis-kant naar de trans-kant. Bij de trans-kant wordt er weer een vesikel gevormd die verder wordt getransporteerd naar andere organellen, zoals het celmembraan.

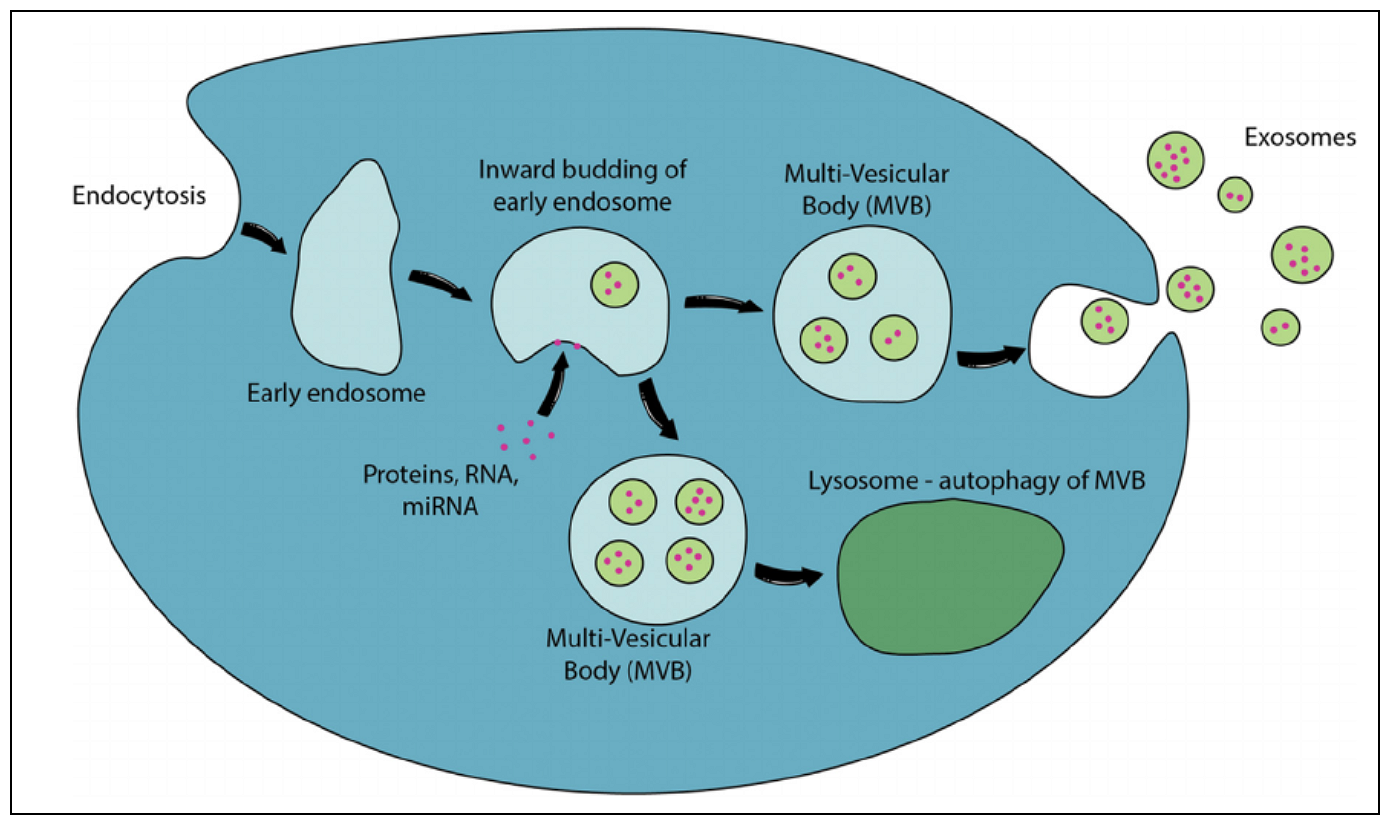
Werking vesikel